# Dolní Ředice

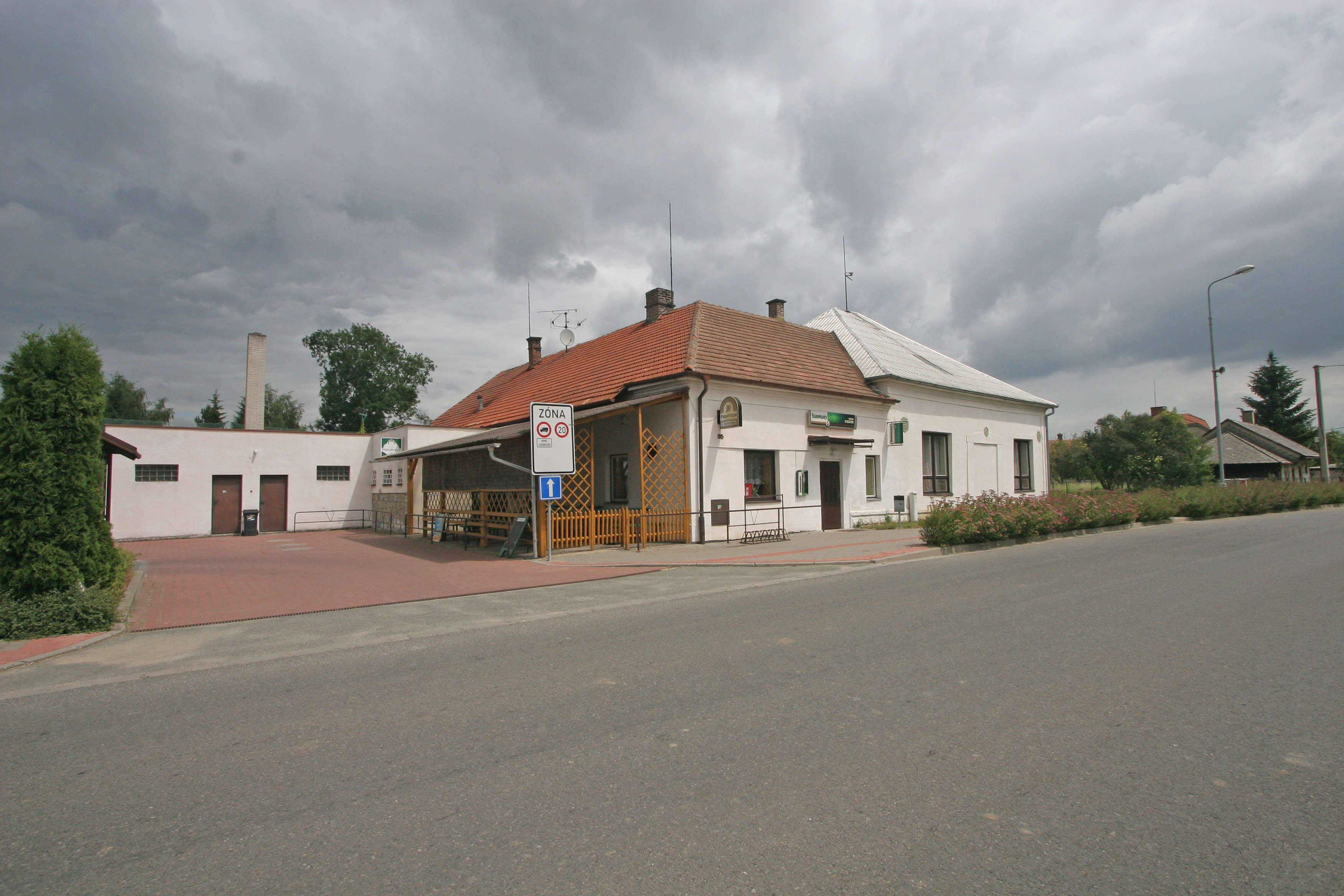
Wirtshaus

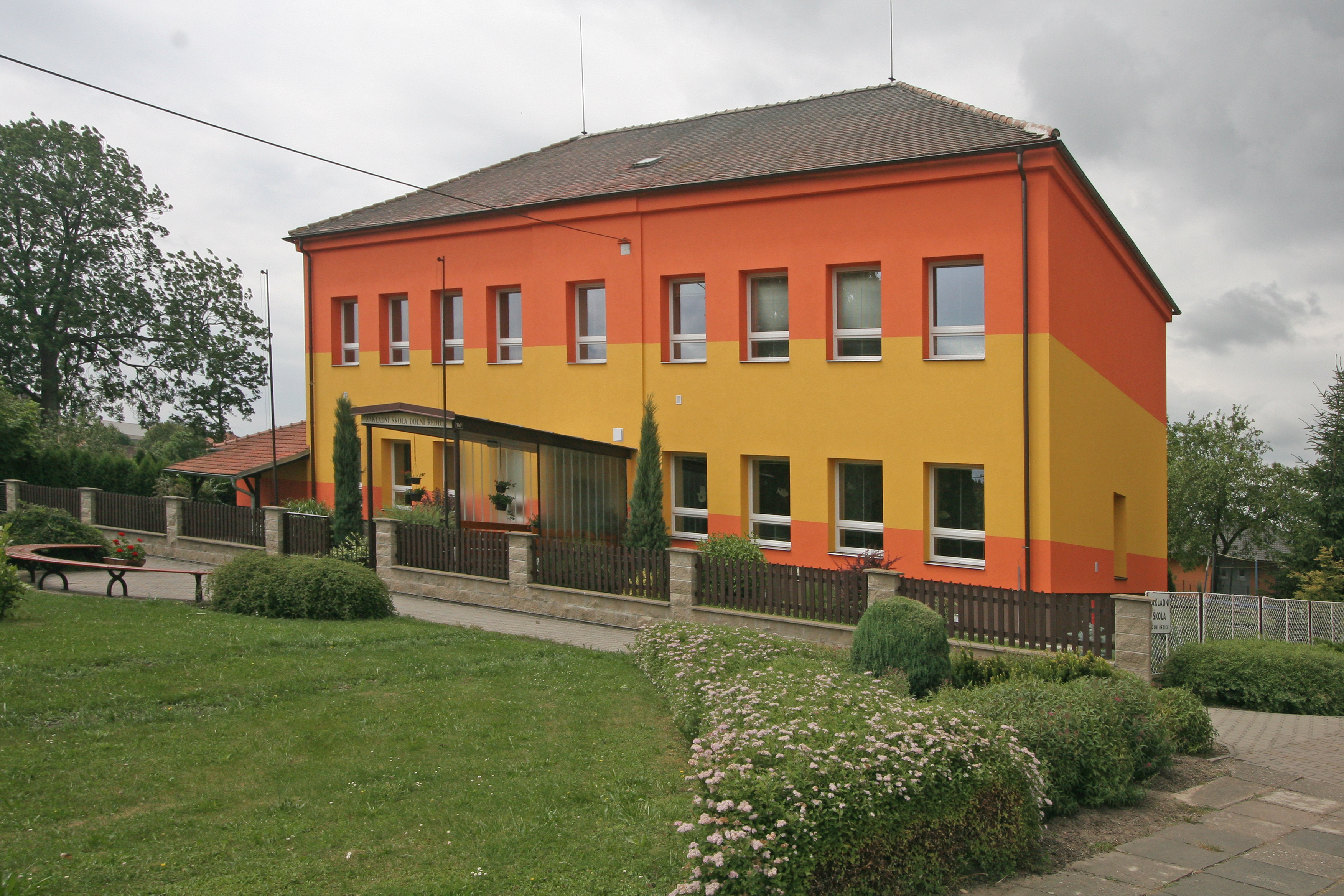
Schule

Dolní Ředice (deutsch Nieder Reditz, auch Unter Rzeditz) ist eine Gemeinde in Tschechien. Sie liegt 12 Kilometer nordöstlich des Stadtzentrums von Pardubice und gehört zum Okres Pardubice.

## Geographie
Dolní Ředice ist der westliche Teil des sich auf einer Länge von sechs Kilometern entlang des Baches Ředický potok in der Pardubická kotlina (Pardubitzer Becken) erstreckenden Waldhufendorfes Ředice. Südlich des Dorfes verläuft die Staatsstraße I/36 zwischen Sezemice und Holice; am westlichen Ortsrand entsteht die Dálnice 35. Im Nordosten erhebt sich der Žernov (277 m n.m.), südlich der Hořánek (265 m n.m.).
Nachbarorte sind Nový Drahoš, Starý Drahoš und Chvojenec im Norden, Žernov, Vysoké Chvojno und Poběžovice u Holic im Nordosten, Horní Ředice im Osten, Roveňsko und Dolní Roveň im Südosten, Komárov, Dašice, Babín, Velkolánské und Lány u Dašic im Süden, Velké Koloděje, Časy, Labská und Sezemice im Südwesten, Choteč im Westen sowie Bohumileč, Újezd u Sezemic und Rokytno im Nordwesten.

## Geschichte
Der Ort wurde wahrscheinlich zwischen der zweiten Hälfte des 13. Jahrhunderts und der Mitte des 14. Jahrhunderts während der ersten deutschen Binnenkolonisation gegründet. Die erste urkundliche Erwähnung erfolgte am 9. April 1336 unter dem Namen Hermansdorf, als König Johann von Luxemburg das Städtchen und die Feste Chvojno mit den zugehörigen neun Dörfern Albrechtsdorf, Běleč, Bělečko, Ekleinsdorf, Hermansdorf, Chvojence Nízké, Hoděšovice, Tiezmansdorf und Walthersdorf für 2000 Schock Groschen an die Brüder Pertholt, Heinrich und Johann von Leipa verpfändete. Vor 1340 erwarb Heinrich Pykna von Lichtenburg die Herrschaft Chvojno. Ab 1358 besaß Jan von Sternberg einen Teil der Herrschaft Chvojno mit dem Städtchen Holitz. Seit der Mitte des 14. Jahrhunderts wurde das Dorf alternativ auch als Ředice bezeichnet, der Name leitete sich vom damaligen Namen Ředina des den Ort durchfließenden Baches her. Der ursprüngliche Name Hermansdorf wurde später immer weniger verwendet.
Die Grafen von Sternberg errichteten in Holice einen neuen Herrensitz und begründeten den Holitzer Familienzweig. Im Jahre 1481 erwarb Neptalim von Frymburg die Herrschaft Holitz. Zu dieser Zeit ist ein Rychtář in Ředice nachweislich, 1507 war von einem Freigericht die Rede. Nach dem Tode des Neptalim von Frymburg fiel die Herrschaft Holitz 1493 Hynek Bradlecký von Mečkov zu; dieser erwarb damit jedoch nicht das gesamte Dorf Ředice, Grundherr von vier Höfen war Čeněk Dašický von Barchov auf Daschitz, Inhaber des Kirchpatronats der St.-Wenzels-Kirche und Eigentümer des ehemaligen Pfarrhofes war Bohuslaw Kostka von Postupitz auf Brandeis. Mit dem Kauf der Herrschaften Daschitz, Holitz und Brandeis brachte Wilhelm von Pernstein in den Jahren 1506 und 1507 sämtlich Anteile von Ředice an sich und vereinigte sie mit seiner Herrschaft Pardubitz. Wilhelm von Pernstein vererbte seine böhmischen Güter 1521 seinem jüngeren Sohn Vojtěch, nach dessen Tod fielen sie 1534 seinem Bruder Johann zu. Dieser hinterließ 1548 seinem Sohn Jaroslav hohe Schulden. Am 21. März 1560 veräußerte Jaroslav von Pernstein die gesamte Herrschaft Pardubitz an König Ferdinand I. Dessen Nachfolger Maximilian II. übertrug die Verwaltung der königlichen Herrschaften der Hofkammer. König Rudolf II. ließ die Herrschaft 1588 durch ein System von 24 Rychta (Scholtiseien) neu organisieren; Sitz eines Rychtář war Ředice. Im Pardubitzer Kammerurbar von 1588 sind für Ředice 73 Anwesen ausgewiesen. Während des Dreißigjährigen Krieges verödete das Dorf, noch 1654 lag ein Drittel der großen Bauerngüter wüst. Während des 18. Jahrhunderts entstanden in Ředice zahlreiche neue Anwesen, infolge dessen erfolgte eine Teilung in ein Ober- und Niederdorf. Erstmals urkundlich belegt ist die Unterscheidung zwischen Horní und Dolní Ředice im Jahre 1757. Zu Zeiten Kaiser Josephs II. erhielten beide Teile eigene Gemeinderichter.
Im Jahre 1835 bestand das im Chrudimer Kreis gelegene Dorf Ředitz aus 175 Häusern, in denen 1369 Personen, darunter zwei jüdische Familie, lebten. In Ober-Ředitz befanden sich die Filialkirche des hl. Wenzel und eine Schule. Im Ort gab es eine Schule. Pfarrort war Holitz. Bis zur Mitte des 19. Jahrhunderts blieb Ředitz der k.k. Kameralherrschaft Pardubitz untertänig.
Nach der Aufhebung der Patrimonialherrschaften bildete Dolní Ředice ab 1849 mit dem Ortsteil Drahoš eine Gemeinde im Gerichtsbezirk Holitz. Ab 1868 gehörte das Dorf zum politischen Bezirk Pardubitz. 1869 hatte Dolní Ředice 805 Einwohner und bestand aus 123 Häusern. Im Jahre 1900 lebten in dem Dorf 892 Menschen, 1910 waren es 952. Zwischen 1904 und 1905 entstand in Dolní Ředice eine eigene Schule. 1930 hatte Dolní Ředice 969 Einwohner. Im Jahre 1949 wurde Dolní Ředice dem Okres Holice zugeordnet. Seit 1960 gehört die Gemeinde wieder zum Okres Pardubice. Der Ortsteil Starý Drahoš wurde 1961 nach Rokytno umgemeindet. Beim Zensus von 2001 lebten in den 254 Häusern von Dolní Ředice 770 Personen. Die Gemeinde führt seit 2001 ein Wappen und Banner.

## Gemeindegliederung
Für die Gemeinde Dolní Ředice sind keine Ortsteile ausgewiesen.

## Söhne und Töchter der Gemeinde
- Joža Jaro (1901–1942), Komponist und Gründer der Widerstandsgruppe Mladých, er wurde in München hingerichtet.

## Sehenswürdigkeiten
- Steinernes Kreuz
- Gedenkstein für die Gefallenen des Zweiten Weltkrieges
- Gedenkstein für die Gefallenen des Ersten Weltkrieges
- Naturreservat Žernov, Eichen-Hainbuchen-Waldgebiet um den Hügel Žernov, innerhalb des Reservats liegen die Teiche Mordýř, Šmatlán und Smilek.